# Mario Chiominato
Mario Chiominato (fl. XX secolo) è stato un calciatore italiano, di ruolo attaccante.

## Carriera
Con l'Andrea Doria disputa 13 partite segnando 2 gol nella stagione 1922-1923.
L'anno successivo milita nel Rapallo Ruentes.